# Andrea Pellegrino
Andrea Pellegrino (ur. 23 marca 1997 w Bisceglie) – włoski tenisista.

## Kariera tenisowa
W karierze zwyciężył w dwóch singlowych i pięciu deblowych turniejach cyklu ATP Challenger Tour. Ponadto wygrał pięć singlowych oraz cztery deblowe turnieje rangi ITF.
W 2023 roku wygrał swój pierwszy turniej cyklu ATP Tour w grze podwójnej.
W rankingu gry pojedynczej najwyżej był na 136. miejscu (26 września 2022), a w klasyfikacji gry podwójnej na 165. pozycji (13 stycznia 2020).

### Finały w turniejach ATP Tour
| Legenda                                      |
| -------------------------------------------- |
| Wielki Szlem                                 |
| Igrzyska olimpijskie                         |
| Tennis Masters Cup / ATP Finals              |
| ATP Masters Series / ATP Tour Masters 1000   |
| ATP International Series Gold / ATP Tour 500 |
| ATP International Series / ATP Tour 250      |

#### Gra podwójna (1–0)
| Końcowy wynik | Nr | Data         | Turniej  | Nawierzchnia | Partner          | Przeciwnicy                     | Wynik finału    |
| ------------- | -- | ------------ | -------- | ------------ | ---------------- | ------------------------------- | --------------- |
| Zwycięzca     | 1. | 5 marca 2023 | Santiago | Ceglana      | Andrea Vavassori | Thiago Seyboth Wild Matias Soto | 6:4, 3:6, 12–10 |

### Zwycięstwa w turniejach ATP Challenger Tour

#### Gra pojedyncza
| Końcowy wynik | Nr | Data             | Turniej | Nawierzchnia | Przeciwnik       | Wynik finału  |
| ------------- | -- | ---------------- | ------- | ------------ | ---------------- | ------------- |
| Zwycięzca     | 1. | 25 kwietnia 2021 | Rzym    | Ceglana      | Hugo Gaston      | 3:6, 6:2, 6:1 |
| Zwycięzca     | 2. | 29 maja 2022     | Vicenza | Ceglana      | Andrea Collarini | 6:1, 6:4      |

#### Gra podwójna
| Końcowy wynik | Nr | Data             | Turniej       | Nawierzchnia | Partner                | Przeciwnicy                     | Wynik finału       |
| ------------- | -- | ---------------- | ------------- | ------------ | ---------------------- | ------------------------------- | ------------------ |
| Zwycięzca     | 1. | 17 czerwca 2018  | Caltanissetta | Ceglana      | Federico Gaio          | Blaž Rola Jiří Veselý           | 7:6(4), 7:6(5)     |
| Zwycięzca     | 2. | 24 czerwca 2018  | L’Aquila      | Ceglana      | Filippo Baldi          | Pedro Martínez Mark Vervoort    | 4:6, 6:3, 10–5     |
| Zwycięzca     | 3. | 10 lutego 2019   | Ćennaj        | Twarda       | Gianluca Mager         | Matt Reid Luke Saville          | 6:3, 7:6(7)        |
| Zwycięzca     | 4. | 23 czerwca 2019  | Parma         | Ceglana      | Laurynas Grigelis      | Ariel Behar Gonzalo Escobar     | 1:6, 6:3, 10–7     |
| Zwycięzca     | 5. | 12 stycznia 2020 | Numea         | Twarda       | Mario Vilella Martínez | Luca Margaroli Andrea Vavassori | 7:6(1), 3:6, 12–10 |